# Битка при Голишани
Битката при Голишани (на гръцки: Μάχη της Γκολισιάνης) е бой между гръцки андартски чети и българска чета на Вътрешната македоно-одринска революционна организация, станал на 30 май 1905 година край село Голишани, Негушко.

## История
След голямата битка при Шабаница в Каракамен на 5 май 1905 година между османски войски и четите на гръцките капитани Константинос Мазаракис (Акритас), Спирос Спиромилиос (Буас) и Манолис Кацигарис (Караманолис), Мазаракис научава, че в село Голишани, източно от Негуш е отседнала четата на българския войвода Лука Иванов. Гърците взимат решение да атакуват Голишани с цел да неутрализират българската чета и да всеят страх в българското екзархийско село и в околните български села, които са враждебни към гръцките чети и така да ги върнат към Патриаршията.
Ръководителят на гръцкия комитет в Негуш, лекарят Христос Пердикарис се опитва да разубеди Мазаракис да не извършва нападението, тъй като има сведения от негушани, че Лука войвода знае за намеренията му и е подготвен за нападението.
Описание на битката е запазено в просторния доклад на Мазаракис, който той праща в солунското гръцко консулство по Спиромилиос. На 30 май през манастира „Свети Йоан Предтеча Външни“ четата Мазаракис с трима водачи от Негуш се отправя към Голишани. Четата се разделя на три, като двата по-малки отряда от по 12 души заемат позиции на юг и запад, за да предотвратяват излизане или помощ от Копаново, а самият Мазаракис с 33 души се насочва на северозапад, заобикаляйки селото. Гърците са забелязани от българските караули и най-силната част на българската чета от 60 души се изтегля на североизток. Останалите българи заемат църквата и крайната къща. Българите, въоръжени с манлихери, държат гърците с огън на разстояние. Гърците правят опит за нападение, което е отблъснато, като загиват Мице Тасев (Мицис Тасос) от Свети Илия, Воденско и Динос Донис от Негуш, а Николаос Вавос от Химара и Данистас от Фтиотида са ранени. След като се появява българска милиция от Църмариново и от Копаново, гърците се оттеглят.